# Saint-Simon (Charente)
Saint-Simon település Franciaországban, Charente megyében. Lakosainak száma 229 fő (2022. január 1.). Saint-Simon Angeac-Charente, Bassac, Moulidars, Graves-Saint-Amant és Vibrac községekkel határos.

## Népesség
A település népessége az elmúlt években az alábbi módon változott:
| Lakosok száma | 247  | 266  | 222  | 211  | 206  | 200  | 203  | 216  | 223  | 229  |
|               | 1968 | 1982 | 1990 | 2006 | 2013 | 2015 | 2017 | 2019 | 2020 | 2022 |